# Accubita
Accubita («акку́біта», однина accubitum, від лат. accubitāre — «лежати за столом») — збірна назва давньоримських меблів, диванів, використовуваних в часи римських імператорів, в триклінії або їдальні, для того, щоб відкинутись на нього під час їжі. Мабуть, іноді так називалася сама їдальня або ніша для дивана. Іноді він позначає вигнуту кушетку для кількох осіб, щодо якої також вживається термін stibadium, а також грецький еквівалент klinai.
Матраци і перини були м'якшими і вищими, а опори (fulcra) у них пропорційно нижчими, ніж у старих триклінієвих кушетках. Тканини й подушки, розстелені на диванах і на ліжках, називалися accubitalia.